# Nivedita Setu
El Nivedita Setu (en bengalí: নিবেদিতা সেতু) es un puente atirantado sobre el río Hugli en Calcuta, Bengala Occidental al este de la India. Se extiende paralelo al antiguo puente Vivekananda Setu, que abrió sus puertas en 1932 y a unos 50 m corriente abajo de este.
El puente lleva el nombre de la hermana Nivedita, una trabajadora social discípula de Swami Vivekananda. La autopista Belghoria conecta varias partes del norte de Calcuta y pasa por encima del puente. El puente está diseñado para transportar 48 mil vehículos por día.